# Boavita

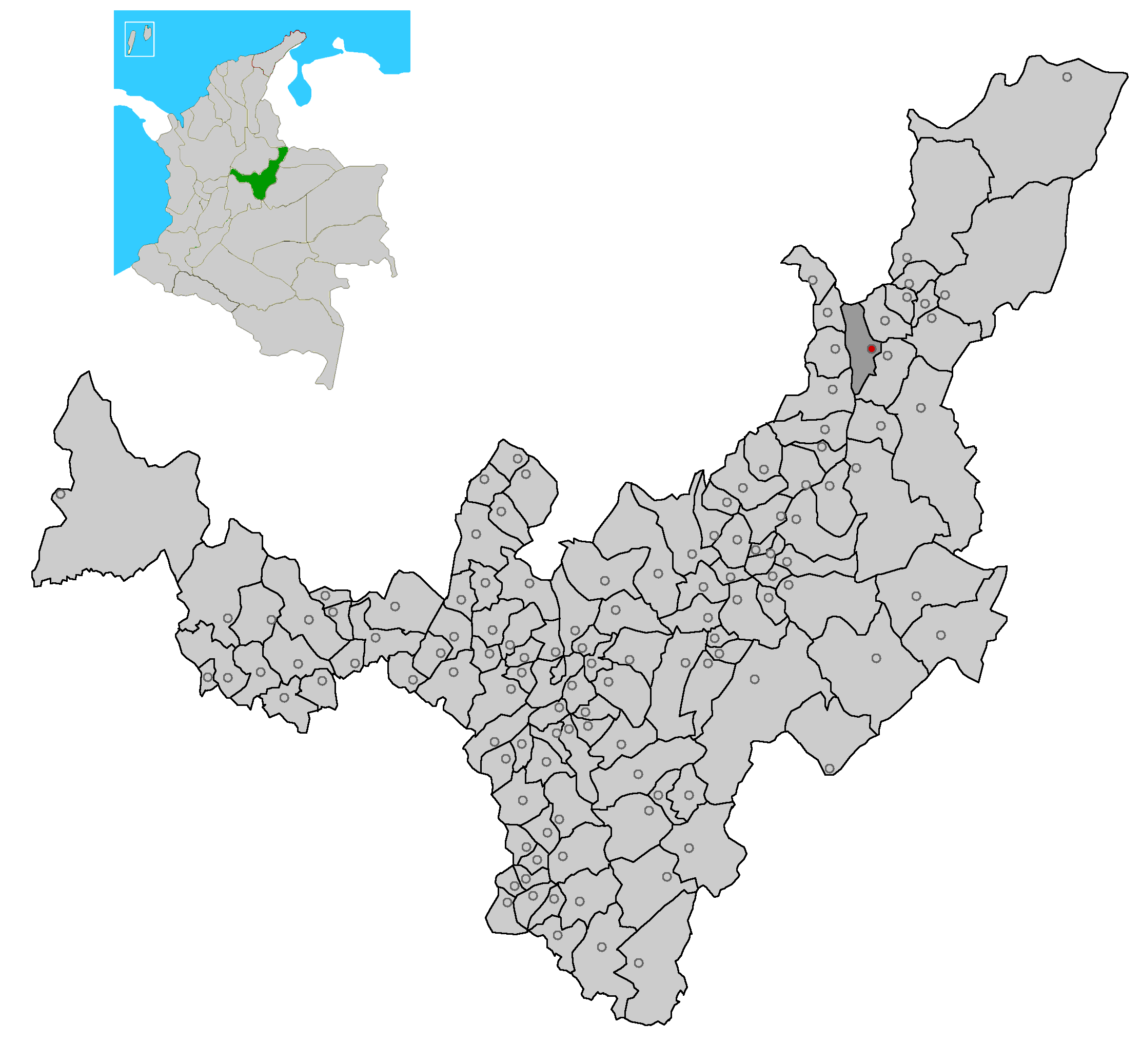
Localização de Boavita no departamento de Boyacá.

Boavita é um município no departamento de Boyacá, na Colômbia.